# Gare de Saint-Denis (La Réunion)
Pour les articles homonymes, voir Gare de Saint-Denis (homonymie).
La gare de Saint-Denis est une ancienne gare ferroviaire de l'île de La Réunion, département d'outre-mer français dans le sud-ouest de l'océan Indien. Située boulevard Lancastel, sur le front de mer de Saint-Denis, le chef-lieu, elle était autrefois desservie par l'unique ligne du chemin de fer de La Réunion. Elle a été construite entre 1881 à 1883.